# Ла-Фарлед
Ла-Фарлед (фр. La Farlède) — коммуна на юго-востоке Франции в регионе Прованс — Альпы — Лазурный берег, департамент Вар, округ Тулон, кантон Сольес-Пон.
Площадь коммуны — 8,31 км², население — 6952 человека (2006) с тенденцией к росту: 8682 человека (2012), плотность населения — 1045,0 чел/км².

## Население
Население коммуны в 2011 году составляло 8591 человек, а в 2012 году — 8682 человека.
| 1962 | 1968 | 1975 | 1982 | 1990 | 1999 | 2004 | 2006 | 2009 | 2011 | 2012 |
| ---- | ---- | ---- | ---- | ---- | ---- | ---- | ---- | ---- | ---- | ---- |
| 1874 | 2540 | 3027 | 4472 | 6491 | 6877 | 6898 | 6952 | 8135 | 8591 | 8682 |

Динамика населения:

## Экономика
В 2010 году из 5607 человек трудоспособного возраста (от 15 до 64 лет) 3439 были экономически активными, 2168 — неактивными (показатель активности 61,3 %, в 1999 году — 65,2 %). Из 3439 активных трудоспособных жителей работали 3097 человек (1644 мужчины и 1453 женщины), 342 числились безработными (158 мужчин и 184 женщины). Среди 2168 трудоспособных неактивных граждан 447 были учениками либо студентами, 541 — пенсионерами, а ещё 1180 — были неактивны в силу других причин.
На протяжении 2010 года в коммуне числилось 3265 облагаемых налогом домохозяйств, в которых проживало 7963,0 человека. При этом медиана доходов составила 21 тысяча 349 евро на одного налогоплательщика.